# Gaius Mecenas

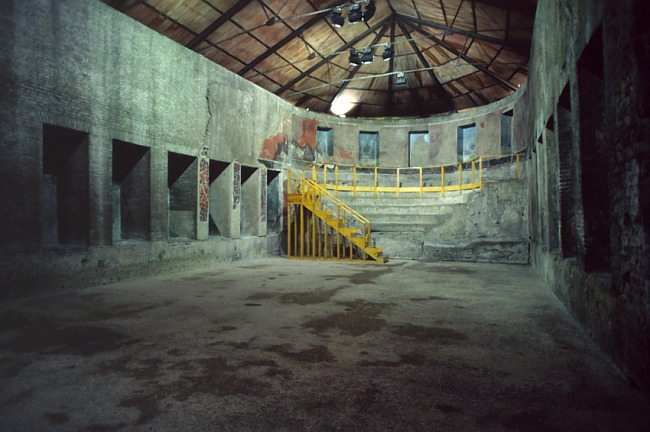
Auditoriul lui Mecena (Roma)

Gaius Mecenas (Gaius Cilnius Maecenas, n. 70 î.Hr., Arezzo, Toscana, Italia – d. 8 î.Hr.) a fost un om de stat roman care a încurajat artele și a fost sfetnic al împăratului Cezar August. De la el provine termenul de „mecena” (sprijinitor al artei).

## Biografie
Mecenas provine, din partea tatălui, dintr-o familie de cavaleriști aretini, iar din partea mamei dintr-o familie nobiliară etruscă. Poetul și prietenul său Horațiu exagerează un pic, într-o odă de-a sa despre Mecenas, numindu-l „atavis edite regibus” (în traducere „vlăstar regal”). Mecenas aparține grupei credincioase lui Octavianus Augustus. În bătălia de la Filippi (42 î.Hr.), care a avut loc în Macedonia, el îi rămâne loial lui Augustus după înfrângerea de către cel de-al doilea Triumvirat al trupelor lui Marcus Iunius Brutus și Gaius Cassius Longinus. Mecenas preia o serie de sarcini de stat și duce tratative în numele lui Augustus, administrând totodată și proprietățile acestuia. Încercarea lui Mecenas de a compune opere lirice eșuează, ele fiind criticate necruțător de Lucius Annaeus Seneca. Dar numele devine nemuritor pentru meritele sale de susținător al artelor.
În prezent, cuvântul mecena a devenit un substantiv comun, livresc, cu sensul de protector (sponsor) al literaturii, al artelor și al științelor, acțiunea de sponsorizare a acestora numindu-se mecenat.